# Tiberio Murgia

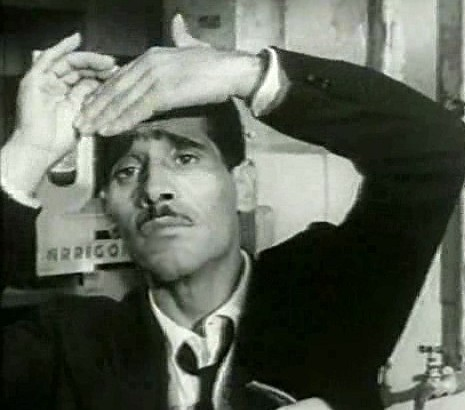
Tiberio Murgia (1958)

Tiberio Murgia (* 5. Februar 1929 in Oristano; † 20. August 2010 in Tolfa) war ein italienischer Schauspieler.

## Leben
Murgia wurde in ärmlichen Verhältnissen auf Sardinien geboren und arbeitete nach einer Zeit als Verkäufer der kommunistischen Zeitung Unità und als Sekretär der Jugendorganisation der KPI in einer belgischen Kohlenmine. Anschließend zog er nach Rom und verdiente seinen Lebensunterhalt als Gehilfe in einem Restaurant, wo er 1958 von Mario Monicelli entdeckt wurde, der für eine Rolle in Diebe haben's schwer in ihm die Idealbesetzung fand. Von da an spezialisierte sich Murgia in seinen mehr als 110 Rollen auf die Darstellung des kleinen, bauernschlauen, oft etwas langsamen sizilianischen Arbeiters oder eines Kleinganoven.
Murgia arbeitete häufig mit Walter Chiari und Ugo Tognazzi zusammen, in den 1970er Jahren war er oft Partner italienischer Komödiendarsteller der damals florierenden erotischen Komödien. Er war bis kurz vor seinem Tode durch die Folgen der Alzheimer-Krankheit aktiv. Er arbeitete auch für das Fernsehen und drehte Werbespots.

## Filmografie (Auswahl)
- 1958: Diebe haben’s schwer (Diebe haben’s schwer)
- 1959: Man nannte es den großen Krieg (La grande guerra)
- 1959: Herkules und die Königin der Amazonen (Ercole e la regina di Lidia)
- 1959: Terror in Oklahoma (Il terrore dell'Oklahoma)
- 1960: Die Schwedinnen (Le Svedesi)
- 1965: Der Gendarm vom Broadway (Le gendarme à New York)
- 1966: Der große Coup von Casablanca (L'Homme de Marrakech)
- 1966: Jagt den Fuchs! (Caccia alla volpe)
- 1966: Der Lord mit der MP (Le Saint prend l’affût)
- 1967: Ric e Gian alla conquista del West
- 1968: Mit Pistolen fängt man keine Männer (La ragazza con la pistola)
- 1970: Alles tanzt nach meiner Pfeife (L’Homme-orchestre)
- 1971: Le juge
- 1980: Der Regenschirmmörder (Le coup à parapluie)
- 1981: Gib dem Affen Zucker (Innamorato pazzo)
- 1982: Wild trieben es die alten Hunnen (Attila flagello di Dio)
- 1985: Big Deal – Diebe haben's schwer (I soliti ignoti vent'anni dopo)
- 2001: Die Rebellion (Ribelli per caso)
- 2008: Chi nasce tondo